# Vương Bà
Vương Can Nương là một nhân vật hư cấu trong tiểu thuyết Thủy hử của Thi Nại Am và Kim Bình Mai của Lan Lăng Tiếu Tiếu Sinh.

## Thân thế
Vương Can Nương là người ở huyện Cảnh Dương. Bà được Thi Nại Am nhắc tới là không có họ hàng quyến thuộc. Thuở trẻ thì bà làm gái phong trần, lẳng lơ phóng đãng. Về sau ở tuổi trung niên thì bà làm bà mai.

## Xúi giục dâm phụ giết chồng
Chướng mắt trước cảnh "chồng xấu vợ đẹp" của cặp vợ chồng Võ Đại Lang và Phan Kim Liên, bà hiểu tâm tình của Phan Kim Liên nên nhiều lần xui ả bỏ chồng nhưng không được. Sau vụ Phan Kim Liên lỡ tay làm rơi sào vào đầu Tây Môn Khánh, biết Tây Môn Khánh si mê ả, bà nhận tiền giúp đỡ móc nối để đôi bên nhiều lần tư thông với nhau để kiếm lợi từ chuyện mèo mỡ trái thiên lí. Sau khi sự việc đổ vỡ, bị Võ Đại Lang phát hiện, chính Vương Can Nương là người chủ trương bày kế cho đôi gian phu dâm phụ bỏ thuốc độc hại chết Võ Đại Lang.

## Cái chết
Võ Tòng từ Đông Kinh về, nhận thấy cái chết của anh trai có nhiều uẩn khúc, ông điều tra thông tin từ Hà Cửu Thúc và Kiều Vận Ca (một chú bé bán lê rất thân thiết với Võ Đại Lang) và biết được Vương Can Nương đã nhúng tay vào vụ án. Vào ngày tang lễ, trước bàn thờ Võ Đại Lang, Võ Tòng ép Phan Kim Liên và Vương Can Nương khai tội, rồi giết chị dâu để tế anh. Còn bà bị quan huyện Dương Cốc xử tử lăng trì.

## Trong Kim Bình Mai
Trong tác phẩm Kim Bình Mai, Vương Can Nương gần như không có gì khác so với Thủy hử, cũng xúi giục Phan Kim Liên bỏ thuốc hại chết chồng và bày kế cho Tây Môn Khánh cưới Phan Kim Liên về nhà họ Tây Môn để không bị Võ Tòng phát hiện, dẫn đến việc Võ Tòng báo thù giết nhầm người khác, phải đi đày biệt xứ. Trong hồi 87 "Người về trả oán", Võ Tòng sau khi được xá tội, quay lại huyện Dương Cốc vờ bỏ tiền ra cưới Phan Kim Liên, rồi dụ cả Phan Kim Liên và Vương Can Nương tới nhà giết chết cả hai.
Vương Can Nương có một con trai tên là Vương Triều. Vương Triều là một trong những tình nhân của Phan Kim Liên sau khi ả bị đuổi khỏi nhà Tây Môn Khánh vì thông dâm với Trần Kính Tế - con rể của Tây Môn Khánh.